# Noli de Castro
Noli de Castro (ur. 6 lipca 1949), filipiński polityk i były dziennikarz radiowy, senator w latach 2001-2004, wiceprezydent Filipin od 30 czerwca 2004 do 30 czerwca 2010.

## Edukacja i kariera dziennikarska
Noli de Castro urodził się w miejscowości Pola, w prowincji Oriental Mindoro. W 1971 ukończył handel i finanse na University of East w Manili.
De Castro zaczynał karierę dziennikarską w czasach rządów Ferdinanda Marcosa, kiedy wolność prasy była mocna ograniczona. Pracował jako reporter terenowy dla Johna de Leona, popularnego prezentera radiowego. W latach 1982–1986 był spikerem radiowym. W 1986, po upadku władzy Marcosa, rozpoczął pracę w największej korporacji medialnej na Filipinach, ABS-CBN. W radiu DZMM prowadził własną audycję pt. Kabayan. W 1987 został prezenterem wiadomości TV Patrol na antenie tego radia. W styczniu 1999 objął funkcję szefa TV Patrol oraz wicedyrektora radia DZMM.

## Kariera polityczna
W 2001 wziął udział w wyborach do Senatu jako kandydat niezależny. Zdobył ponad 16 milionów głosów, najwięcej w wyborach. Jako senator był autorem ustawy Local Government Transparency Act, której celem była walka z korupcją i wprowadzenie transparentności na poziomie władz lokalnych. 
W wyborach prezydenckich 10 maja 2004, ubiegał się o stanowisko wiceprezydenta u boku prezydent Glorię Macapagal-Arroyo. Zajął pierwsze miejsce, zdobywając 49,8% głosów, przed kandydatką opozycji Loren Legardą (46,9% głosów).
W sierpniu 2007 de Castro został oskarżony przez byłego męża swojej żony o bigamię. W lutym 2008 prokuratura uznała wszystkie zarzuty za bezpodstawne.
Przed wyborami prezydenckimi w maju 2010 cieszył się wysokim poparciem społecznym i był uważany za jednego z głównych potencjalnych kandydatów. Ostatecznie nie zdecydował się jednak na udział w wyborach.